# 신 투 미라다
《신 투 미라다》(스페인어: Sin tu mirada)은 2017년 방영된 멕시코의 텔레노벨라이다.